# Changhua (län)

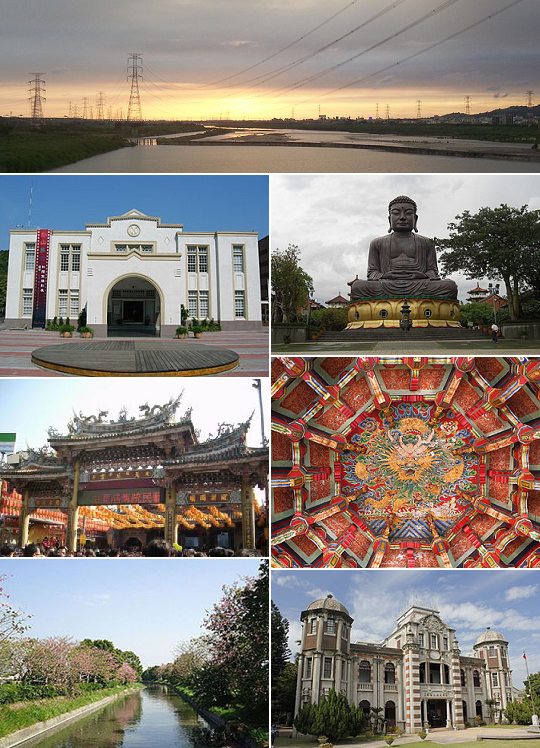
Vyer från distriktet.

Distriktet Changhua (pinyin: Zhānghuà Xiàn) är ett av önationen Taiwans 22 administrativa områden.

## Geografi
Distriktet ligger i landets västra del och gränsar söder mot Yunlin, österut mot Nantou, norrut mot Taichung och västerut mot Taiwansundet.
Distriktet har en yta på cirka 1 074 km². Befolkningen uppgår till cirka 1, 3 miljoner invånare. Befolkningstätheten är cirka 1, 210 invånare / km².
Inom distriktet finns parken Xīzhōu Gōngyuán (inspirerad av Fitzroy Gardens i Melbourne) i Xīzhou i den södra delen och templet Zhānghuà Kǒngzǐ Miào (tillägnad Konfucius) i Changhua i den norra delen.

## Förvaltning
Distriktet är underdelad i 2 stadsområde (shì) och 24 orter (6 jhèng och 18 siang).
Distriktet förvaltas av ett länsråd ("Zhānghuà Xiàn Yìhuì" / Changhua County Council) under ledning av en guvernör ("Xiàn Cháng" / magistrate).
Distriktets ISO 3166-2-kod är "TW-CHA". Huvudorten är Changhua.